# Coupe du monde de combiné nordique 2003-2004
Navigation
2002–2003 2004–2005
| \| Lahti Oslo Kuusamo Trondheim Oberhof Liberec Reit im Winkl Schonach Seefeld in Tirol Oberstdorf Val di Fiemme \| Les sites des épreuves en Europe |
| Lahti Oslo Kuusamo Trondheim Oberhof Liberec Reit im Winkl Schonach Seefeld in Tirol Oberstdorf Val di Fiemme                                        |

| \| Nayoro Sapporo \| Les sites des épreuves au Japon |
| Nayoro Sapporo                                       |

La coupe du monde de combiné nordique 2003-2004 est la 21e édition de la coupe du monde de combiné nordique, compétition de combiné nordique organisée annuellement. Elle s'est déroulée du 29 novembre 2003 au 6 mars 2004 et fut remportée par le skieur finlandais Hannu Manninen.

Cette coupe du monde a débuté en Finlande dans la station de Kuusamo et a fait étape au cours de la saison 
en Norvège (Trondheim),
en Italie (dans le Val di Fiemme, et notamment à Predazzo),
en Allemagne (Oberhof, Reit im Winkl, Schonach - à l'occasion du Grand prix de combiné nordique - puis à Oberstdorf),
en Autriche (Seefeld),
au Japon (Nayoro et Sapporo),
en République tchèque (Liberec),
de nouveau en Norvège (Oslo),
pour s'achever en Finlande, à Lahti. 

Deux épreuves furent annulées, l'une à Trondheim et l'autre à Liberec.

## Classement final
| Rang | Nom               | Pays       | Points |
| ---- | ----------------- | ---------- | ------ |
| 1    | Hannu Manninen    | Finlande   | 1392   |
| 2    | Ronny Ackermann   | Allemagne  | 1143   |
| 3    | Samppa Lajunen    | Finlande   | 1058   |
| 4    | Felix Gottwald    | Autriche   | 818    |
| 5    | Daito Takahashi   | Japon      | 817    |
| 6    | Sebastian Haseney | Allemagne  | 744    |
| 7    | Todd Lodwick      | États-Unis | 705    |
| 8    | Magnus Moan       | Norvège    | 552    |
| 9    | Christoph Bieler  | Autriche   | 549    |
| 10   | Petter Tande      | Norvège    | 543    |

## Calendrier
| Étape                                      | Date                                               | Épreuve                              | Vainqueur                                                 | Deuxième                                                         | Troisième                                                      | Leader de la coupe du monde |
| Kuusamo                                    |                                                    |                                      |                                                           |                                                                  |                                                                |                             |
| 1.                                         | 29 novembre 2003                                   | Gundersen individuel – HS142 / 15 km | Ronny Ackermann                                           | Hannu Manninen                                                   | Samppa Lajunen                                                 | Ronny Ackermann             |
| 2.                                         | 30 novembre 2003                                   | Sprint – HS142 / 7,5 km              | Ronny Ackermann                                           | Sebastian Haseney                                                | Hannu Manninen                                                 | Ronny Ackermann             |
| 3 - 4. Trondheim                           |                                                    |                                      |                                                           |                                                                  |                                                                |                             |
| 3.                                         | 6 décembre 2003                                    | Sprint – K120 / 7,5 km               | Ronny Ackermann                                           | Hannu Manninen                                                   | Petter Tande                                                   | Ronny Ackermann             |
| 4.                                         | 7 décembre 2003                                    | Sprint – K120 / 7,5 km               | Épreuve annulée                                           | Épreuve annulée                                                  | Épreuve annulée                                                | Ronny Ackermann             |
| Val di Fiemme                              |                                                    |                                      |                                                           |                                                                  |                                                                |                             |
| 5.                                         | 12 décembre 2003                                   | Gundersen individuel – K95 / 15 km   | Ronny Ackermann                                           | Sebastian Haseney                                                | Felix Gottwald                                                 | Ronny Ackermann             |
| 6.                                         | 13 décembre 2003                                   | Mass-start – K95 / 10 km             | Hannu Manninen                                            | Felix Gottwald                                                   | Michael Gruber                                                 | Ronny Ackermann             |
|                                            |                                                    |                                      |                                                           |                                                                  |                                                                |                             |
| Grand prix d'Allemagne de combiné nordique |                                                    |                                      |                                                           |                                                                  |                                                                |                             |
| 7.                                         | Oberhof 30 décembre 2003                           | Gundersen individuel – K120 / 10 km  | Ronny Ackermann                                           | Felix Gottwald                                                   | Todd Lodwick                                                   | Ronny Ackermann             |
| 8.                                         | Reit im Winkl 2 janvier 2004                       | Sprint – K90 / 7,5 km                | Magnus Moan                                               | Samppa Lajunen                                                   | Todd Lodwick                                                   | Ronny Ackermann             |
| 9.                                         | Schonach 11 janvier 2004 (Coupe de la Forêt-noire) | Gundersen individuel – K90 / 15 km   | Todd Lodwick                                              | Ronny Ackermann                                                  | Hannu Manninen                                                 | Ronny Ackermann             |
| Vainqueur du grand prix : Todd Lodwick     |                                                    |                                      |                                                           |                                                                  |                                                                |                             |
|                                            |                                                    |                                      |                                                           |                                                                  |                                                                |                             |
| Seefeld                                    |                                                    |                                      |                                                           |                                                                  |                                                                |                             |
| 10.                                        | 10 janvier 2004                                    | Sprint – K90 / 7,5 km                | Hannu Manninen                                            | Samppa Lajunen                                                   | Georg Hettich                                                  | Ronny Ackermann             |
| 11.                                        | 11 janvier 2004                                    | Gundersen individuel – K90 / 15 km   | Hannu Manninen                                            | Felix Gottwald                                                   | Sebastian Haseney                                              | Ronny Ackermann             |
| Nayoro                                     |                                                    |                                      |                                                           |                                                                  |                                                                |                             |
| 12.                                        | 23 janvier 2004                                    | Gundersen – K90 / 15 km              | Samppa Lajunen                                            | Sebastian Haseney                                                | Hannu Manninen                                                 | Hannu Manninen              |
| Sapporo                                    |                                                    |                                      |                                                           |                                                                  |                                                                |                             |
| 13.                                        | 25 janvier 2004                                    | Mass start – K120 / 10 km            | Hannu Manninen                                            | Samppa Lajunen                                                   | Christoph Bieler                                               | Hannu Manninen              |
| 14.                                        | 27 janvier 2004                                    | Sprint – K120 / 7,5 km               | Hannu Manninen                                            | Petter Tande                                                     | Christoph Bieler                                               | Hannu Manninen              |
| Oberstdorf                                 |                                                    |                                      |                                                           |                                                                  |                                                                |                             |
| 15.                                        | 14 février 2004                                    | Par équipes – K120 / 3 x 5 km        | Finlande- Samppa Lajunen - Jaakko Tallus - Hannu Manninen | Allemagne I- Sebastian Haseney - Georg Hettich - Ronny Ackermann | Autriche I- Felix Gottwald - Michael Gruber - Christoph Bieler | Hannu Manninen              |
| 16.                                        | 15 février 2004                                    | Sprint – K120 / 7,5 km               | Hannu Manninen                                            | Daito Takahashi                                                  | Todd Lodwick                                                   | Hannu Manninen              |
| Liberec                                    |                                                    |                                      |                                                           |                                                                  |                                                                |                             |
| 17.                                        | 21 février 2004                                    | Sprint – K120 / 7,5 km               | Épreuve annulée                                           | Épreuve annulée                                                  | Épreuve annulée                                                | Hannu Manninen              |
| 18.                                        | 22 février 2004                                    | Gundersen individuel – K120 / 15 km  | Ronny Ackermann                                           | Hannu Manninen                                                   | Samppa Lajunen                                                 | Hannu Manninen              |
| Oslo                                       |                                                    |                                      |                                                           |                                                                  |                                                                |                             |
| 19.                                        | 28 février 2004                                    | Sprint – K115 / 7,5 km               | Hannu Manninen                                            | Samppa Lajunen                                                   | Ronny Ackermann                                                | Hannu Manninen              |
| 20.                                        | 29 février 2004                                    | Gundersen individuel – K115 / 15 km  | Ronny Ackermann                                           | Samppa Lajunen                                                   | Mario Stecher                                                  | Hannu Manninen              |
| Lahti                                      |                                                    |                                      |                                                           |                                                                  |                                                                |                             |
| 21.                                        | 5 mars 2004                                        | Sprint – K116 / 7,5 km               | Daito Takahashi                                           | Felix Gottwald                                                   | Hannu Manninen                                                 | Hannu Manninen              |
| 22.                                        | 6 mars 2004                                        | Gundersen individuel – K116 / 15 km  | Daito Takahashi                                           | Felix Gottwald                                                   | Samppa Lajunen                                                 | Hannu Manninen              |